# Astragalus pelecinus subsp. pelecinus
Astragalus pelecinus subsp. pelecinus é uma subespécie de planta com flor pertencente à família Fabaceae. 
A autoridade científica da subespécie é (L.) Barneby, tendo sido publicada em Mem. New York Bot. Gard. 13: 26 (1964).
Os seus nomes comuns são sapatetas ou senra.

## Portugal
Trata-se de uma subespécie presente no território português, nomeadamente em Portugal Continental e no Arquipélago da Madeira.
Em termos de naturalidade é nativa das duas regiões atrás indicadas.

## Protecção
Não se encontra protegida por legislação portuguesa ou da Comunidade Europeia.